# Gahlen (Schermbeck)
Gahlen ist ein Ortsteil der niederrheinischen Gemeinde Schermbeck im Kreis Wesel mit etwa 2200 Einwohnern. Zum Ortsgebiet gehören die Dörfer Besten, Bruch und Heisterkamp.

## Geschichte

Lage von Gahlen in Schermbeck

Die früheste bekannte Erwähnung Gahlens als Ganlingas (lateinischer Personenname plus Sippensuffix im Plural) findet sich im Güterverzeichnis der Abtei Echternach. Sie geht auf das Jahr 787 zurück. Der heutige Ortsname Gahlen ergibt sich aus der Auflösung dieses rätselhaften lateinischen Namens. In der Schriftquelle berichtet ein moselfränkischer Schreiber von der Einsetzung eines Verwalters mit dem Namen Wundo (oder „Winido“) „in pago Gesterean super fluvio Lippia in villa Ganlingas“ (übers. „im zu den Römerlagern gehörenden Gau jenseits des Flusses Lippe in der Gemeinde Gahlen“).
Im Zuge einer Schenkung an die Abtei Werden wurde Gahlen 213 Jahre später dann althochdeutsch als „Galnon“ bezeichnet: Um 900 schenkte eine Edelfrau namens Athlgard der Abtei Werden vier Höfe in der Gemarkung Gahlen, Hardt, Östrich.
Bereits seit der christlichen Missionierung gehört die Gegend an der Lippe zum Erzbistum Kurköln. Im 8. Jahrhundert entsteht in der Nähe von Gahlen, im heutigen Dorsten-Hardt der Hof Bergkamp. Um ihn bildet sich später die Siedlung Durstinon, die der späteren Stadt Dorsten ihren Namen geben wird. Der Hof wird der Mittelpunkt einer neuen Grundherrschaft der Region Dorsten und Gahlen. Ein eigenständiger Ort wurde die Siedlung Durstinon als „villa Durstine“ jedoch erst im Jahr 1175. Im 14. Jahrhundert wurde der Schölzbach Grenzmarker zwischen Kurköln und dem Herzogtum Kleve und damit zwischen Dorsten und der Hardt, die nun wieder zu Gahlen gehörte.
1552 wurde die Gemeinde Gahlen und damit auch Gahlen-Hardt aus eigenem Antrieb lutherisch.
Im Jahr 1614 gingen im Vertrag von Xanten das Herzogtum Kleve, und damit Gahlen, an Brandenburg-Preußen über. Ab 1815 gehörte die Bürgermeisterei Gahlen mit ihren Bauerschaften Besten, Östrich und Hardt zum Kreis Dinslaken. Lange Zeit war Gahlen eine selbständige Gemeinde im Kreis Dinslaken (ehemals Kreis Duisburg bzw. ab 1874 Kreis Mülheim an der Ruhr / ab 1887 Kreis Ruhrort) im gleichnamigen Amt Gahlen. Am 21. Mai 1865 wurde Wilhelm Kerckhoff zur kommissarischen Verwaltung der Bürgermeisterei Gahlen in sein Amt eingeführt.
Das Gesetz über die kommunale Neugliederung des rheinisch-westfälischen Industriegebiets schlug 1929 die Hardt wieder der Stadt Dorsten zu.
Während des Zweiten Weltkrieges wurde Gahlen am 26. und 27. März 1945 von westalliierten Truppen besetzt. 1953 hatte Gahlen 2062 Einwohner.
Im Zuge der Gebietsreform wurde der Ort zum 1. Januar 1975 mit anderen Gemeinden zur neuen Gemeinde Schermbeck im heutigen Kreis Wesel zusammengefasst, ebenso gingen der Hardtberg und Östrich durch die kommunale Neuordnung zur Stadt Dorsten.
Das bekannte deutsche Adelsgeschlecht der Grafen von Galen (im Mittelalter Herren von Gahlen) stammte aus diesem Ort.

## Wappen
Blasonierung: „In Gold (Gelb) drei schwarze Wolfsangeln in Verhältnis 2:1“.
Das Wappen wurde von dem aus Gahlen stammenden Adelsgeschlecht der Grafen von Galen abgeleitet.

## Sehenswürdigkeiten
Gahlen ist durch mehrere Erfolge beim Wettbewerb Unser Dorf soll schöner werden überregional bekannt geworden. Sehenswert sind die Gebäude um den Mühlenteich.
Die evangelische Kirche in Gahlen ist das älteste Bauwerk auf Schermbecker Gebiet. Der Westturm ist aus dem 12. Jahrhundert, die Kanzel der spätgotischen Kirche aus dem Jahre 1654. Einige Fakten lassen jedoch auf eine Gründung der Kirche noch vor 900 schließen.

## Vereine
Der größte Verein am Ort ist der Sportverein. Der TuS Gahlen wurde 1912 gegründet und besitzt ein vielfältiges Sportangebot. Neben Tennis, Fußball und Volleyball ist auch der Breiten- und Gesundheitssport ein wichtiger Bestandteil.
Auch das Kneipp’sche Wassertretbecken auf der Sportanlage „Im Aap“ des TuS Gahlen, die Evangelische Jugendfreizeitstätte sowie der RV Lippe-Bruch Gahlen haben den Ortsteil überregional bekannt gemacht. Das Gelände des RV Lippe-Bruch Gahlen, der jeweils am Anfang des Jahres ein großes Reitturnier veranstaltet, wird dann zum Treffpunkt der Reit-Elite aus ganz Deutschland und dem Ausland.
Für die Pflege und den Erhalt von Traditionen hat sich der Heimatverein Gahlen immer wieder engagiert. Die Pflege und Instandhaltung von Gedenktafeln, Bepflanzungen und vieles mehr sind Ziel und Aufgabe des Heimatvereins.
Ältester und traditionsreichster Verein am Ort ist der Allgemeine Bürgerschützenverein Gahlen. Erste Hinweise auf eine Schützengilde gibt es in alten Niederschriften von ca. 1525. Die Schützenkette von 1863 ist der älteste noch vorhandene Nachweis, welche noch heute vom jeweils aktuellen König beim jährlichen Schützenfest getragen wird.

## Söhne und Töchter Gahlens
- Julius Schult (1885–1948), Mitbegründer des Deutschen Jugendherbergswerks
- Johannes Schreiber (1927–2016), evangelischer Theologieprofessor